# Avignon in der Literatur
Avignon in der Literatur bezieht sich auf das Wirken der französischen Stadt Avignon in der Literatur in Vergangenheit und Gegenwart. Avignon und der Papstpalast dienten schon häufig als Schauplatz literarischer Handlungen, insbesondere in der französischen Literatur. Zu den bekanntesten Werken zählen wahrscheinlich Gargantua und Pantagruel von Rabelais oder die Briefe aus meiner Mühle von Alphonse Daudet, die auf die Zeit der Päpste Bezug nehmen. Zahlreich sind auch die Erwähnungen bekannter Reisender wie etwa Francesco Petrarca, Anne Marguerite Petit Du Noyer oder Stendhal, deren Eindrücke und Ansichten jedoch recht unterschiedlich ausfallen. So wird Avignon von den einen als friedvolle, idyllische Stadt beschrieben, in der es sich gut leben lässt. Andere wie etwa Prosper Mérimée zeigen sich erstaunt über den imposanten Papstpalast, der aufgrund seines festungsartigen Charakters zuweilen auch auf Abneigung stößt. Am unwohlsten in Avignon fühlte sich wohl Petrarca, der sich von der großen Stadt regelrecht abgestoßen fühlte und lieber in Fontaine-de-Vaucluse lebte.

## Literaturtourismus

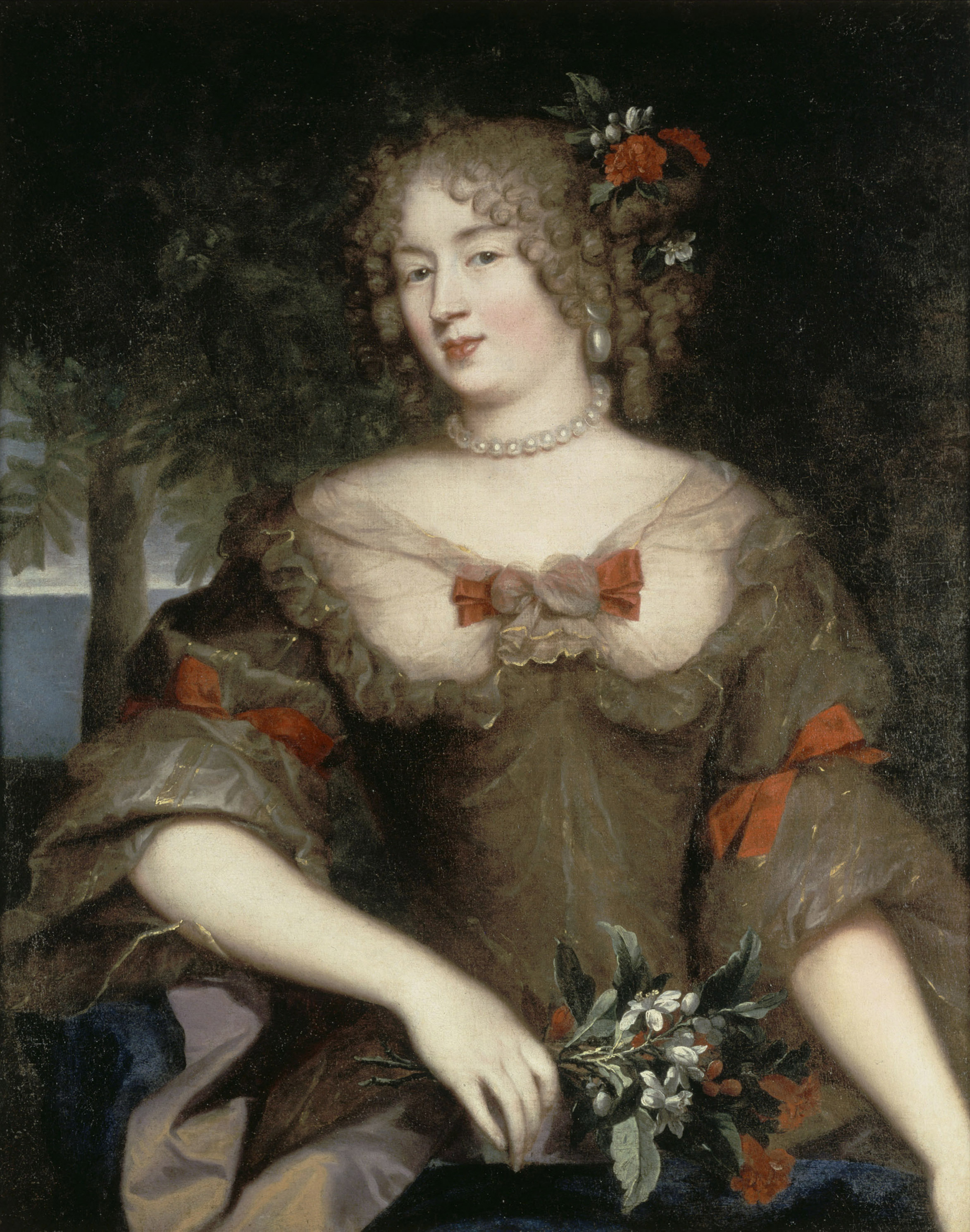
Françoise Marguerite de Sévigné, Ölgemälde von Pierre Mignard (gegen 1669), Musée Carnavalet, Paris.

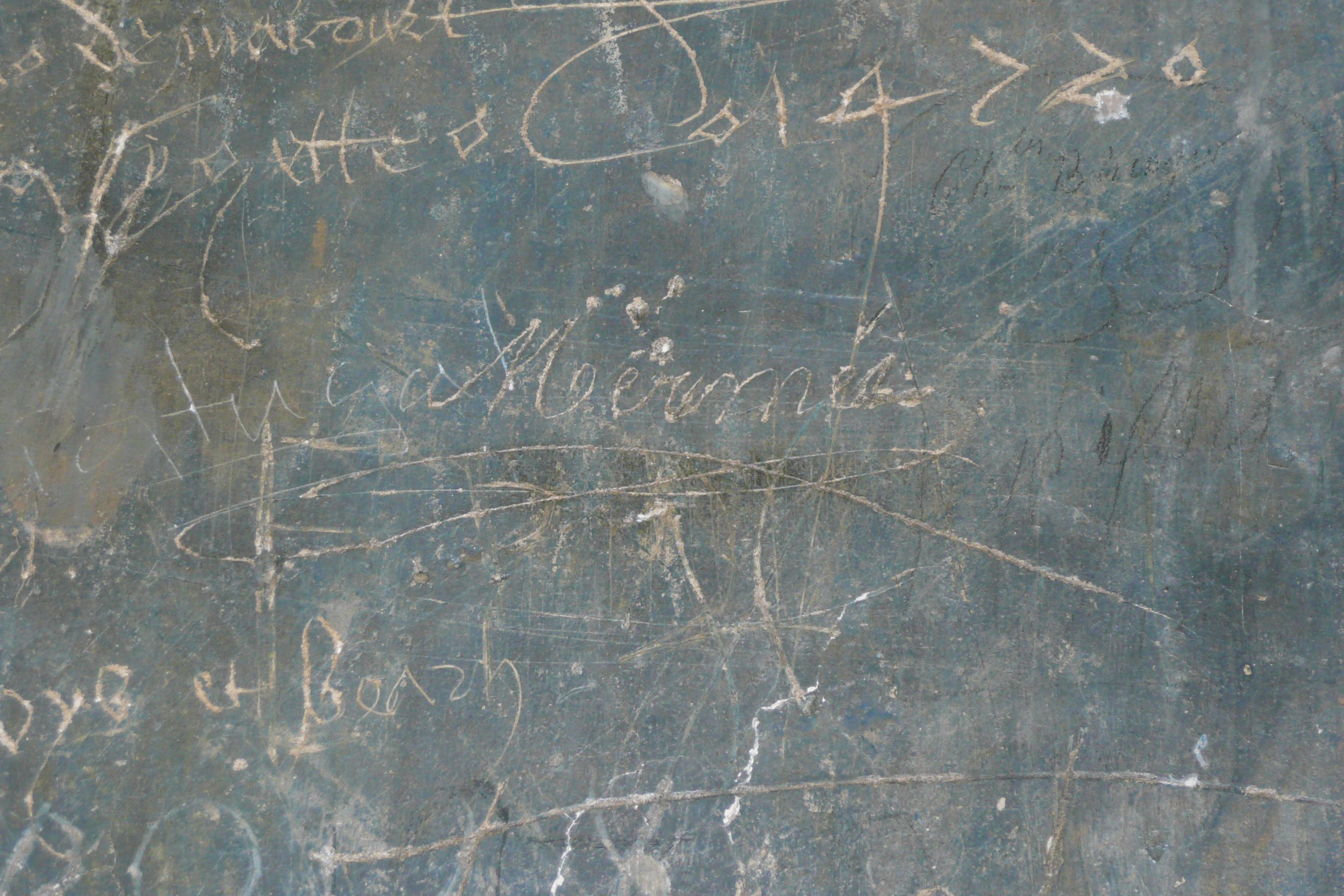
Graffiti, eingeritzt mit einem Taschenmesser von Prosper Mérimée in der Kapelle Saint-Martial.

## Gedichte, Berichte, Erzählungen und Romane

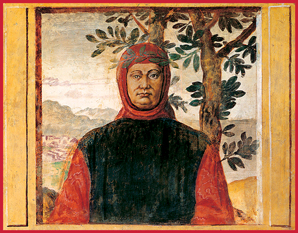
Francesco Petrarca

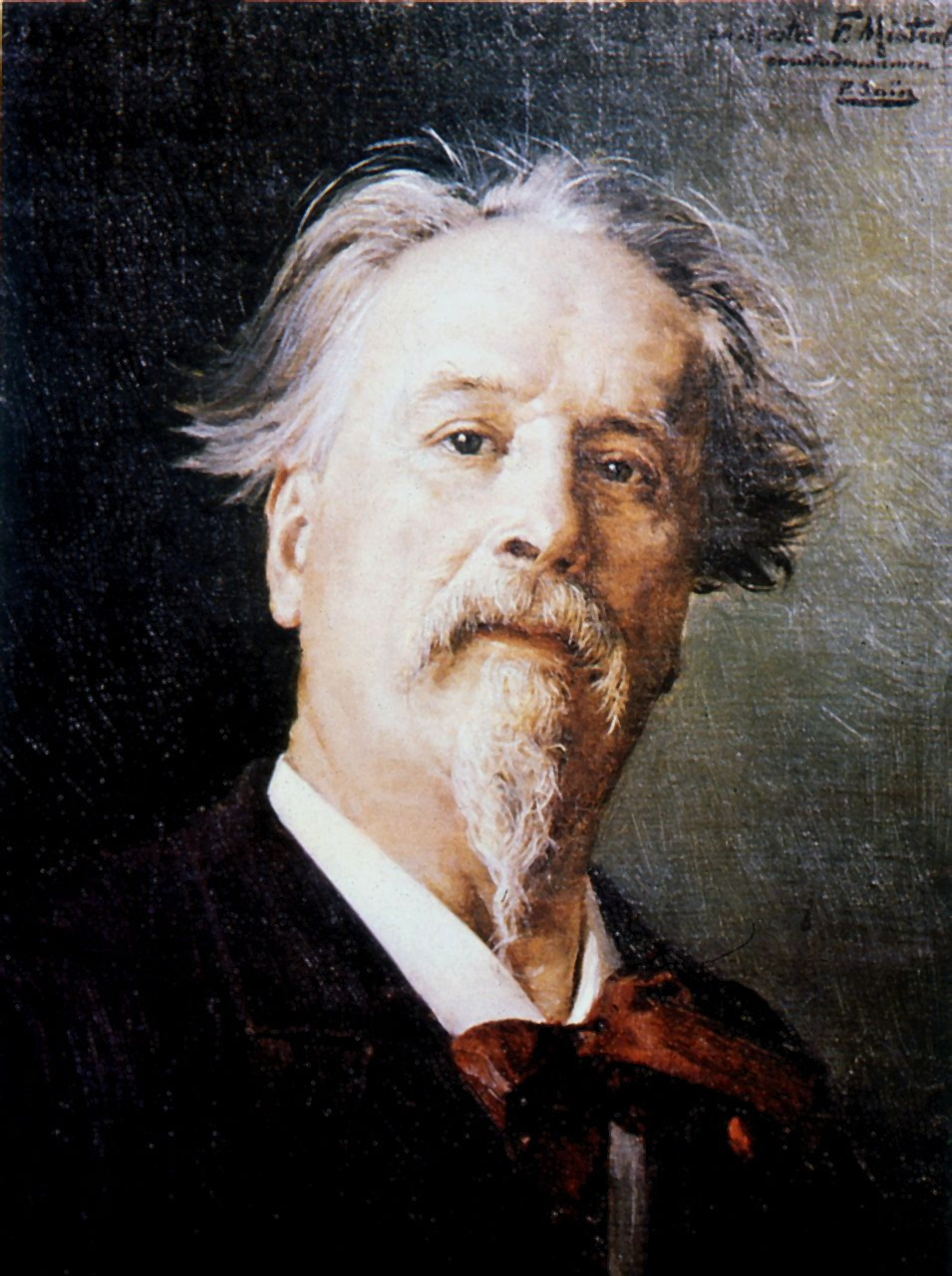
Porträt mit Frédéric Mistral von Paul Saïn.